# Lâu đài Liberec
Lâu đài Liberec (tiếng Séc: Liberecký zámek) là một lâu đài mang phong cách cổ điển, tọa lạc ở trung tâm thành phố Liberec, Cộng hòa Séc. Diện mạo hiện nay của lâu đài có từ thế kỷ 18. Công trình này có tên trong danh sách các di tích văn hóa của Cộng hòa Séc.

## Lịch sử
Cuối thế kỷ 16, gia đình Redern xây dựng một lâu đài thời Phục hưng ở đây. Đầu thế kỷ 17, một nhà nguyện và một tháp chuông được thêm vào phía bắc của tòa nhà. Trận hỏa hoạn năm 1615 đã phá hủy gần như toàn bộ lâu đài, nhưng lại không ảnh hưởng đến nhà nguyện.
Sau trận chiến ở Núi Trắng năm 1620, khu bất động sản này thuộc về Albrecht von Wallenstein. Sau đó, chủ sở hữu tiếp theo của lâu đài là Bá tước Kristián Filip Clam-Gallas. Trong giai đoạn 1773 - 1776, Kristián Filip Clam-Gallas cho xây dựng một tòa nhà mới mang phong cách tân cổ điển ngay bên cạnh lâu đài cũ. Tác giả công trình này là kiến trúc sư Louis Grenier và bậc thầy xây dựng Johann Josef Kunze. Trong những năm cuối thế kỷ 18, các bức tường xung quanh tòa nhà được dỡ bỏ, riêng nhà nguyện lâu đài vẫn được giữ nguyên ở hình thức cũ.
Sau năm 1933, lâu đài trở thành tài sản nhà nước. Cuối thế kỷ 20, một công ty xuất khẩu đồ thủy tinh tiếp quản lâu đài Liberec. Công ty này sở hữu một bộ sưu tập các sản phẩm thủy tinh đồ sộ, với khoảng 22.000 đồ thủy tinh được triển lãm bên trong lâu đài. Năm 2001, bộ sưu tập này được rao bán đấu giá.